# Jacques-Alphonse De Zeegant
 (juin 2024).
La mise en forme du texte ne suit pas les recommandations de Wikipédia : il faut le « wikifier ».
Les points d'amélioration suivants sont les cas les plus fréquents. Le détail des points à revoir est peut-être précisé sur la page de discussion.
- Les titres sont pré-formatés par le logiciel. Ils ne sont ni en capitales, ni en gras.
- Le texte ne doit pas être écrit en capitales (les noms de famille non plus), ni en gras, ni en italique, ni en « petit »…
- Le gras n'est utilisé que pour surligner le titre de l'article dans l'introduction, une seule fois.
- L'italique est rarement utilisé : mots en langue étrangère, titres d'œuvres, noms de bateaux, etc.
- Les citations ne sont pas en italique mais en corps de texte normal. Elles sont entourées par des guillemets français : « et ».
- Les listes à puces sont à éviter, des paragraphes rédigés étant largement préférés. Les tableaux sont à réserver à la présentation de données structurées (résultats, etc.).
- Les appels de note de bas de page (petits chiffres en exposant, introduits par l'outil «  Source ») sont à placer entre la fin de phrase et le point final[comme ça].
- Les liens internes (vers d'autres articles de Wikipédia) sont à choisir avec parcimonie. Créez des liens vers des articles approfondissant le sujet. Les termes génériques sans rapport avec le sujet sont à éviter, ainsi que les répétitions de liens vers un même terme.
- Les liens externes sont à placer uniquement dans une section « Liens externes », à la fin de l'article. Ces liens sont à choisir avec parcimonie suivant les règles définies. Si un lien sert de source à l'article, son insertion dans le texte est à faire par les notes de bas de page.
- La présentation des références doit suivre les conventions bibliographiques. Il est recommandé d'utiliser les modèles {{Ouvrage}}, {{Chapitre}}, {{Article}}, {{Lien web}} et/ou {{Bibliographie}}. Le mode d'édition visuel peut mettre en forme automatiquement les références.
- Insérer une infobox (cadre d'informations à droite) n'est pas obligatoire pour parachever la mise en page.

Pour une aide détaillée, merci de consulter Aide:Wikification.
Si vous pensez que ces points ont été résolus, vous pouvez retirer ce bandeau et améliorer la mise en forme d'un autre article.
 (juin 2024).
Jacques-Alphonse De Zeegant (Ottignies, 16 mai 1955) est un compositeur, pianiste, philanthrope et peintre formé au Conservatoire royal de Bruxelles. Il est particulièrement connu pour ses compositions. Son originalité alliant virtuosité et poésie et son profond attachement aux valeurs humaines et spirituelles font de lui l’un des plus remarquables compositeurs du XXIe siècle.

## Biographie
C’est à l’âge de 14 ans que De Zeegant commence l’étude du piano qui lui apparaît comme une révélation. Sans attendre, il s’intéresse à l’écriture musicale, cherchant à comprendre les techniques des compositeurs aussi bien classiques que modernes. Après deux années d’études seulement, était-il en mesure d’aborder les œuvres de Liszt et Chopin. A l’âge de 17 ans, il entre au Conservatoire royal de Bruxelles, dans la classe du Maître André Dumortier (Prix Eugène-Isaïe, 1938), et par la suite dans celle du Maître Valeri Afanassiev. Il suit des cours d’orchestration auprès de la compositrice Jacqueline Fontyn et reçoit les conseils du compositeur Philippe Boesmans.

## Les compositions
Son œuvre entièrement composée au XXIe siècle fait de lui un compositeur postmoderne. On retient du compositeur De Zeegant une grande sincérité avec une volonté d’aller chercher toujours plus loin les ficelles de l’interprétation. L’intérêt que lui portèrent de grands interprètes le conduisit à se consacrer entièrement à la composition où il aime à faire passer un message de paix et d’amour dans un monde bouleversé par la haine et la guerre.

### Les opéras
- La Brèche
- La Déchirure
- La Porte de cristal

### Les symphonies
- Symphonie n°1 « Le Chemin des Dames »
- Symphonie n°2 « Les Deux Colombes »
- Symphonie nº3 « Ressurectio Poloniae »

### Les concertos
- Concerto pour flûte et orchestre
- Concerto pour violoncelle et orchestre
- Concerto pour violon et orchestre n° 1
- Concerto pour violon et orchestre n° 2
- Concerto pour piano et orchestre n° 1
- Concerto pour piano et orchestre n° 2
- Concerto pour deux piano et orchestre

### Œuvres sacrées
- Grande Messe pour le Retour Glorieux du Christ pour quatre solistes, chœur mixte et orchestre
- Petite Messe pour orchestre de chambre et chœur
- Oratorio «Le Mystère du salut»
- « Visioni » pour chœur, soprano et harpe

### Autres œuvres
- Duo pour flûte et clavecin
- Duo pour violon et piano
- Trio pour piano, flûte et clarinette
- Trio pour piano, violon et violoncelle
- Quatuor à cordes « Brasser Carré »
- Quintette à clavier
- Quintette pour flûte, clarinette, cor, violon, piano, percussions et récitant(e)
- Sonate pour piano
- Sonate pour violon
- Suite pour violon
- Ballet « L'Oiseau enchanté »
- Douze mélodies « Une saison en enfer »
- Douze mélodies « Le Voyage d’Icare »
- Quatre nuits pour soprano et orchestre
- Poème symphonique pour soprano et orchestre
- Variations sur un thème russe pour piano

Outre ses compositions, il a restauré, retravaillé ou orchestré différentes œuvres anciennes dont «Veillée d’armes» du compositeur Georges Antoine (à la demande de la Garde Républicaine de Paris), une messe de Karol Kurpińsky retrouvée lors d’une vente chez Christie’s à New York par Monsieur Piotr Jeglinsky (jouée depuis plusieurs fois lors de différents concerts et notamment lors du festival Kurpinsky à Varsovie).